# FindBook.ru
FindBook.ru — тематическая поисковая система, предназначенная для поиска книг в Интернете, обеспечивающая нахождение интересующих пользователя книг в российских интернет-магазинах. Целью создания подобной системы была необходимость именно упрощения поиска необходимых книг. Сайт появился в 2000 году и стал первым проектом такого рода в российском интернете.
Благодаря функции поиска книг по ISBN, с июня 2005 года сайт используется в русской Википедии как один из ресурсов на странице Википедия:Источники книг.
Поисковый сервис ресурса обеспечивает нахождение книг по предложениям следующих интернет-магазинов и издательств: Alib.ru, Библио-Глобус, Библион, Bookmail.ru, Bookpiter.ru, Books.ru, Буквоед, Buklit.ru, Книга Плюсk, Книга.ру, КомБук, Лабиринт, LibeX, Magic-Kniga, Магистр, My-shop.ru, Морское наследие, Озон, RUFANBOOK, Русская деревня, СПб Дом Книги, SetBook.ru, TOTbook.ru, UniversityBooks.ru, UrbanEconomics.ru, Чакона, Эксмо, read.ru.